# مسجد ميرزا علي أكبر
مسجد ميرزا علي أكبر (بالفارسية: مسجد میرزا علی‌اکبر) هو مسجد تاريخي يعود إلى عصر القاجاريون، ويقع في أردبيل.